# 唐芋レアケーキ

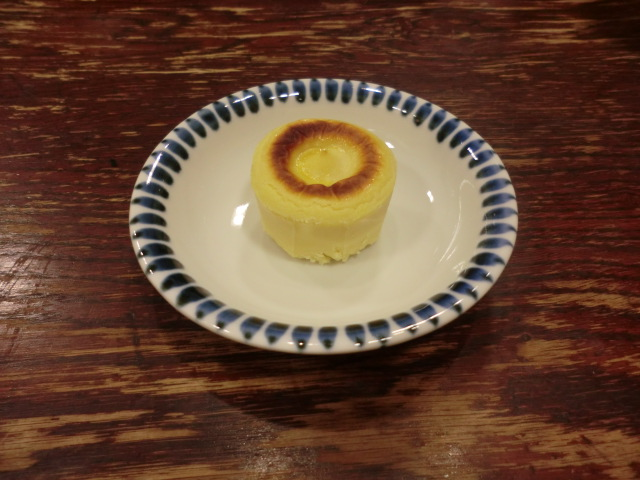
唐芋レアケーキ

唐芋レアケーキ（からいもレアケーキ）とは、鹿児島県鹿屋市の株式会社フェスティバロが開発、販売する洋風銘菓の商品名。1990年代半ばより、日本全国に知名度が高まり、人気商品となっている。

## 概要
鹿児島県の名産でもある唐芋=サツマイモを練り込んだケーキ。
鹿児島空港が改装を終えた1993年、JALUXが運営する空港売店「BLUE SKY」で「唐芋レアケーキ ラブリー」が販売されたことに端を発する。唐芋レアケーキ以前にもサツマイモを用いた菓子は多数あり、新しさはなかった。しかし、唐芋レアケーキは直営農場でのサツマイモの栽培、製造工場から店舗まで冷凍管理を徹底することで、これまでにないフレッシュさがあった。この事から、まず鹿児島空港に乗り入れている航路に勤務する客室乗務員の間で人気となり、続いて客室乗務員が買い物をしている姿を見た客が菓子に興味を抱くようになり、いつ知れず「スチュワーデスのケーキ」というニックネームが付いて、口コミが広まった。その口コミを聞きつけたフェスティバロの郷原茂樹社長は商品パンフレットやPOPに「スチュワーデスに大人気」と記載して販促策を講じ、これが更に客を作る結果となった。

## 関連商品
- 東京駅に隣接する大丸東京店ほっぺタウンの芋専門店としても出店しており、「唐芋レアケーキ リンド」を限定で販売している[4]。
- 那覇空港BLUE SKYでは、サツマイモと紫色の唐芋を用いた「紅芋レアケーキ シュリ」を限定販売している[5]。